# Mangifera macrocarpa
Mangifera macrocarpa är en sumakväxtart som beskrevs av Carl Ludwig von Blume. Mangifera macrocarpa ingår i släktet Mangifera och familjen sumakväxter. Inga underarter finns listade i Catalogue of Life.